# جون آشر جونسون
جون آشر جونسون (بالإنجليزية: John Asher Johnson)‏ هو عالم فيزياء فلكية أمريكي وأستاذ في علم الفلك في جامعة هارفارد. يُعد أول أستاذ علوم فيزيائية دائم أمريكي من أصل أفريقي في تاريخ الجامعة. اشتهر جونسون باكتشاف أول ثلاثة كواكب معروفة خارج المجموعة الشمسية والتي تصغر الأرض حجمًا، بما في ذلك أول كوكب خارجي بحجم المريخ.

## نشأته وتعليمه
نشأ جونسون في سانت لويس. تخرج من جامعة ميزوري في رولا (أُعيد تسميتها لتصبح جامعة ميزوري للعلوم والتكنولوجيا) في عام 1999 وحصل على شهادة بكالوريوس العلوم في الفيزياء. إبان الفترة الفاصلة بين حصوله على درجة البكالوريوس والتحاقه بكلية الدراسات العليا، عمل عالم أبحاث في مرصد ليغو التابع لمعهد كاليفورنيا للتقنية. التحق بكلية الدراسات العليا في جامعة كاليفورنيا في بركلي ولم يسبق له أن درس مسارًا في علم الفلك. حصل جونسون على درجة الدكتوراه في الفيزياء الفلكية عام 2007 تحت إشراف جيفري مارسي. كانت أطروحته بعنوان «البحث عن الكواكب في نطاقات نجمية جديدة»، وتضمنت رصد العديد من المشتريات الحارة غير الاعتيادية.

## المسيرة العلمية
يعمل جونسون حاليًا أستاذًا في علم الفلك في جامعة هارفارد، حيث أنه أحد أساتذة الجامعة الذين يدرسون الكواكب خارج المجموعة الشمسية إلى جانب ديفيد شاربونو وديميتار ساسلوف وآخرين. عندما عُيّن في هذا المنصب عام 2013، أصبح أول أمريكي من أصل أفريقي يعمل أستاذًا دائمًا لأي من العلوم الفيزيائية في الجامعة. عمل سابقًا أستاذًا في معهد كاليفورنيا للتقنية وباحثًا في معهد أبحاث علوم الكواكب الخارجية التابع لوكالة ناسا. قبل نيل وظيفة الكلية، كان جونسون زميلًا في مرحلة ما بعد الدكتوراه لمعهد الفلك التابع لمؤسسة العلوم الوطنية، وهو جزء من جامعة هاواي.

### البحث
يجري جونسون بحثًا حول اكتشاف الكواكب الخارجية ووصفها، أي الكواكب الواقعة خارج النظام الشمسي. يشمل عمله رصد الكواكب المُكتشفة بشتى الطرق. وهو الباحث الرئيسي في منظومة السرعة الإشعاعية للكواكب الخارجية المصغرة، وهو منظومة من التلسكوبات الآلية الأرضية التي تبحث عن كواكب خارجية بتوظيف طريقة التحليل الطيفي الدوبلري أثناء رصد العبور الفلكي. فيما يتعلق بعبور الكواكب، عمل جونسون بدقة على تحديد خصائص النجوم المضيفة للكواكب التي عُثر عليها أثناء بعثة كيبلر، وهي مهمة حيوية لتحديد خصائص الكواكب نفسها. شارك أيضًا مع بعثة كيبلر الثانية اللاحقة للبعثة الأصلية.
في عام 2012، اكتشف فريق جونسون ثلاثة كواكب خارجية صخرية صغيرة ضمن نطاق نظام نجم قزم أحمر رُصد بتلسكوب كيبلر الفضائي. جرى تغيير اسم النظام إلى كيبلر-42 ووُجد أن الكوكب الخارجي ذو حجم صغير كالمريخ، ما يجعله أصغر كوكب معروف آنذاك. استعانت دراسة لاحقة بتشابه نجم مضيف مع نجم السهم وملاحظات مرصد كيك لقياس خصائص النظام بدقة أكبر، بما في ذلك أحجام الكواكب الثلاثة.

## مبادرات التنوع
أسس جونسون معهد بانيكر، وهو برنامج صيفي استضافه مركز هارفارد-سميثونيان للفيزياء الفلكية. يوفر البرنامج التمويل البحثي لطلاب المرحلة الجامعية من خلفيات غير ممثلة في علم الفلك، مع التركيز على الطلاب من ذوي البشرة الملونة. دُمج ببرنامج مماثل في معهد بانيكر وآزتلان المشترك، والذي يستهدف الطلاب اللاتينيين والأمريكيين الأصليين. فضلًا عن البحوث، يعزز المعهد المناقشات المتعلقة بقضايا العدالة الاجتماعية وأهميتها في مجال علم الفلك.